# Guolina insularum
Guolina insularum är en stekelart som beskrevs av Heydon 1994. Guolina insularum ingår i släktet Guolina och familjen puppglanssteklar. Inga underarter finns listade i Catalogue of Life.